# Klutæ
Klutæ — датская индастриал-группа, основанная в 1991 году музыкантом Claus Larsen (Leæther Strip). Изначально название было Klute. После выхода EP Excel в 1996 году группа была в забвении. В 2006 году возродилась как Klutæ, чтобы избежать путаницы с drum and bass музыкантом Tom Withers, выступавшим под псевдонимом Klute. EP возвращения Sinner, как и последующий альбом Hit’n'Run были выпущены на бельгийским лейбле Alfa Matrix.
В сравнении с Leæther Strip, Larsen описывает Klutæ как «громко и весело». Первые релизы Klutæ были в жанре industrial metal. В последнее время более electro-industrial звучание.

## Дискография

### Альбомы
- Excluded (CD, 1993)
- Hit 'n' Run (CD, 2006)

### EP
- Explicit (EP, 1991)
- Excepted (EP, 1994)
- Excel (EP, 1996)
- Sinner (EP, 2006)